# Wilhelm Troll
Julius Georg Hubertus Wilhelm Troll (Múnich, 3 de noviembre de 1897 - Maguncia, 28 de diciembre de 1978) fue un botánico, algólogo, pteridólogo y profesor alemán. Era hermano mayor del geógrafo Carl Troll (1899-1975).

## Vida
Era hijo del neurólogo Theodor Troll y su esposa Elizabeth Hufnagel; asistió hasta el año 1911, a la escuela latina en Wasserburg am Inn, a continuación, a partir del cuarto hasta el séptimo grado en la escuela secundaria en Rosenheim. En 1915 fue estudiante en el Gimnasio de Wilhelm en Múnich, antes de ser llamado al servicio militar en junio de 1916.
Hasta que la guerra terminó en 1918, sirvió en el frente occidental. Troll estudió desde 1918 hasta 1922 en Múnich: botánica y ciencias naturales. Como asistente en el Instituto Botánico de Múnich (de 1923 a 1932) participó desde 1928 hasta 1930 en una expedición a Malasia, que da servicio principalmente al estudio de Mangrovevegetation. En 1928 fue nombrado profesor asociado; y en 1932 recibió una cátedra en la Universidad de Halle y director del Instituto Botánico y el Jardín Botánico. Después de 1945 trabajó temporalmente en febrero de 1946 como Director de Estudios en Kirchheimbolanden y desde 1946 en adelante hasta su retiro en 1966, profesor de Botánica en la Universidad Johannes Gutenberg de Maguncia. Entre 1950 y 1955, con su director técnico Garden Max Top (1895-1986), el Jardín Botánico de la Universidad. A medida que la situación económica era muy difícil al principio y en la universidad todo lo refundada estaba en construcción, el jardín fue construido casi en su totalidad en la casa de rendimiento de los empleados y estudiantes.
Wilhelm Troll se convirtió en 1919 al catolicismo. En 1925 fue honrado con ser miembro de la Orden del Santo Sepulcro de Jerusalén.

## Algunas publicaciones
- Organisation und Gestalt im Bereich der Blüte. 1928

- Vergleichende Morphologie der höheren Pflanzen. 1937–1942

- Allgemeine Botanik. Enke, 1948

- Allgemeine Biologie. Ein Lehrbuch auf vergleichend biologischer Grundlage. 1948

- Taschenbuch der Alpenpflanzen. Con Stefan Vogel. Ed. Schreiber, 1953

- Praktische Einführung in die Pflanzenmorphologie. Tomo 2. Die blühende Pflanze. G. Fischer, 1957

- Die Infloreszenzen. 1964–1969

- Infloreszenzuntersuchungen an monotelen Familien. Materialien zur Infloreszenzmorphologie von Wilhelm Troll. Con Focko Weberlin. Ed. Urban & Fischer, Múnich 1989

## Honores

### Eponimia
Especies, más de 100
- (Actinidiaceae) Saurauia trolliana Sleumer[2]

- (Asclepiadaceae) Cynanchum trollii Liede & Meve[3]

- (Boraginaceae) Mertensia trollii (Melch.) I.M.Johnst.[4]
- La abreviatura «Troll» se emplea para indicar a Wilhelm Troll como autoridad en la descripción y clasificación científica de los vegetales.[5]